# شون غيلبرت (لاعب محترف لكرة القاعدة)
شون غيلبرت (بالإنجليزية: Shawn Gilbert)‏ هو لاعب محترف لكرة القاعدة ‏ أمريكي، ولد في 12 مارس 1965 في كامدن في الولايات المتحدة.

## وصلات خارجية
- شون غيلبرت على موقع الدوري الياباني لكرة القاعدة (الإنجليزية)
- شون غيلبرت على موقعبيزبول رفرنس.كوم (الدوري الرئيسي) (الإنجليزية)
- شون غيلبرت على موقعبيزبول رفرنس.كوم (الدوري الثانوي) (الإنجليزية)
- شون غيلبرت على موقع إي إس بي إن.كوم (أم.أل.بي) (الإنجليزية)
- شون غيلبرت على موقع مشجعي الرسوم البيانية (الإنجليزية)